# Gheorghe Iancu
Gheorghe Iancu (n. 2 septembrie 1952, București) este un jurist român care a îndeplinit funcția de Avocatul Poporului în perioada 2011-2012.
A fost consilier juridic la Ministerul Silviculturii, apoi procuror pentru Tribunalul Suprem, după care, după revoluția din 1989, a devenit consilier parlamentar la Camera Deputaților.
Din 1995 și până în 2000 a fost secretar general al Curții Constituționale, în 2000 și 2001 a fost consilier de conturi la Curtea de Conturi a României, după care a fost director al Autorității Electorale Permanente.
Pe 27 septembrie 2011 a fost numit în funcția de Avocatul Poporului
iar în iulie 2012 a fost demis din această funcție.
Gheorghe Iancu a afirmat despre vaccinul împotriva Covid 19: vaccinul este experimental și din punct de vedere juridic "acest experiment nu trebuie să ajungă la populație".